# Polypore hérissé
Inonotus hispidus
Espèce
Le polypore hérissé ou polypore hispide (Inonotus hispidus) est une espèce de  champignons basidiomycètes de la famille des Hyménochaetacées. C'est un parasite du pommier et d'autres feuillus, platane, sophora, tamaris..

## Description

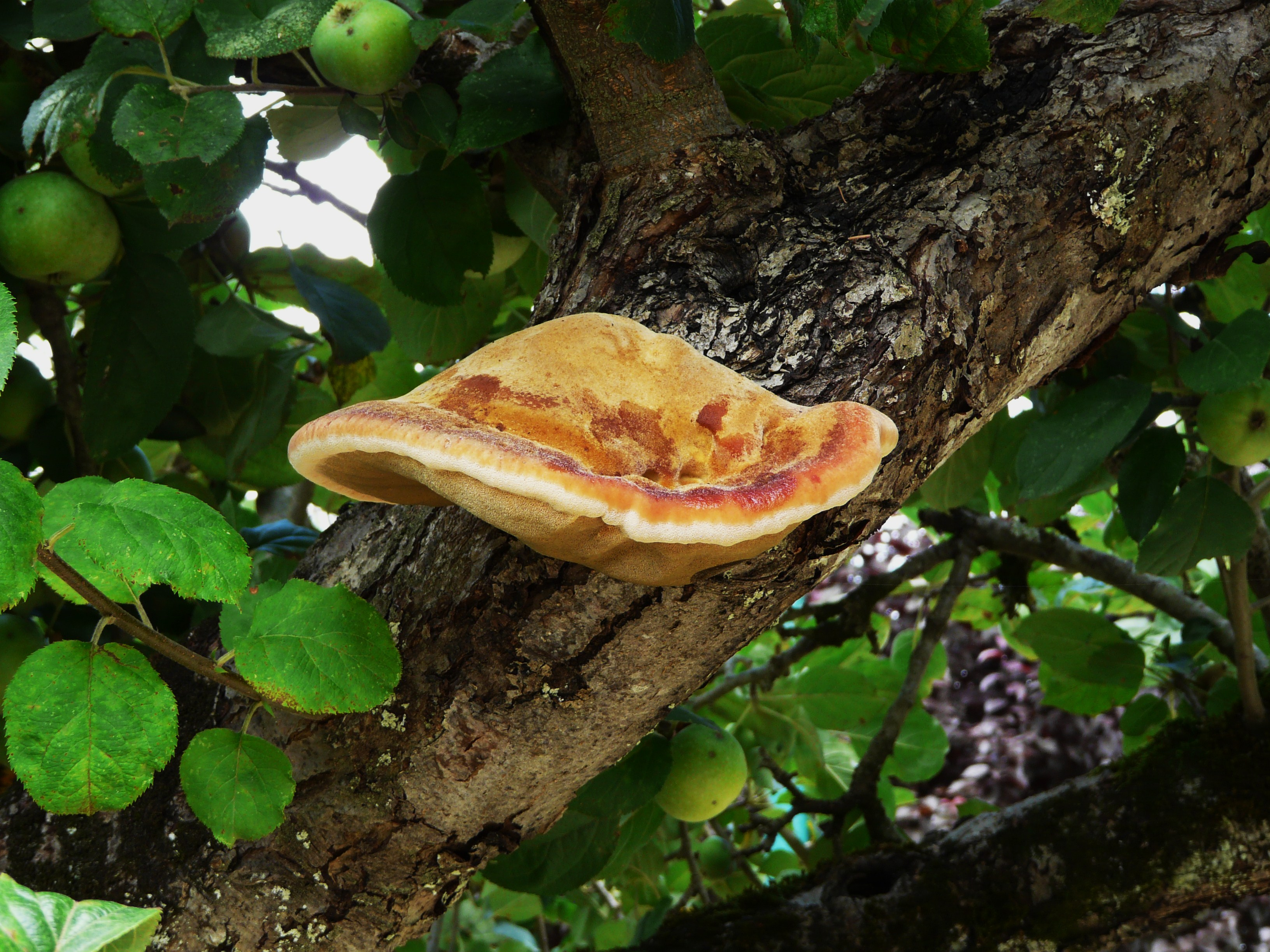
Polypore hérissé

Ce polypore est charnu et a un chapeau très arrondi d'abord brun rougeâtre, parfois jaune, ou rouille puis noir. À la fin de l'année, le sporophore noir tombe de l'arbre. Il est recouvert de poils de même couleur. Les spores sont jaune verdâtre puis brun grisâtre. Il pousse en général de juin à octobre.
- Chapeau 10 à 30 cm en consoles épaisses irrégulières, souvent superposées, de couleur brun clair à rougeâtre puis noircissant, recouvert d'une toison épaisse et hirsute[1],[3];
- Tubes 2 à 4 cm jaunes puis brunissants, pores ronds, souvent perlés de gouttelettes brunâtres translucides[1],[3] ;
- Sporée jaune-brun[3];
- Chair épaisse, 3 à 4 cm, jaune, molle et gorgée d'eau chez les exemplaires jeunes[3],[1].

## Écologie
C'est un parasite de blessures (souvent en hauteur) des vieux pommiers, occasionnellement d'autres arbres fruitiers ou sylvestres comme le poirier, le noyer, l'orme et le frêne. La pourriture blanche créée par son mycélium dégrade les états physiologique et mécaniques de son hôte. Sur le platane, il crée une zone chancreuse caractéristique.
Le stade larvaire et adulte du Triplax russica (sv), coléoptère mycophage, est fréquemment rencontré sur ce polypore hérissé.

## Utilisation
Le polypore hérissé n'est pas comestible. On l'a utilisé comme teinture.

## Espèces proches et confusions possibles
Classée dans les Boletus au XVIIIe siècle, l'espèce a ensuite été « baladée » de genre en genre (pas moins de 10 !) avant de rejoindre les Inonotus. Elle a en revanche presque toujours conservé une épithète renvoyant à l'aspect de sa cuticule : hirsutus, velutinus, villosus etc., et de nos jours hispidus, qu'on traduit par « hérissé ».
En effet, si on peut au premier abord le confondre avec d'autres champignons en consoles, brun rougeâtre et à pores jaunes, voire exsudant des gouttelettes par temps humide, le critère déterminant reste sa toison. Parmi les espèces proches se trouvent le polypore de Schweinitz (Phaeolus schweinitzii) et Inonotus radiatus qui ne pousse que sur l'Aulne. On peut également le confondre avec Inonotus cuticularis et Inonotus tamaricis.